# 带蓝子鱼
带蓝子鱼（学名：Siganus virgatus），又稱藍帶臭肚魚，为輻鰭魚綱鱸形目刺尾魚亞目蓝子鱼科蓝子鱼属的鱼类，俗名蓝带蓝子鱼、臭肚魚、象魚，於1835年首次被法國動物學家 Achille Valenciennes正式描述為Amphacanthus virgatus，其模式產地為爪哇。

## 分布
藍代藍子魚分布於印度西太平洋區，包括印度、斯里蘭卡、安達曼海、泰國、緬甸、馬來西亞、菲律賓、日本、越南、中國沿海、印尼、新幾內亞、澳洲北部、密克羅尼西亞、帛琉、馬里亞納群島、馬紹爾群島等海域。

## 分度
水深5至20公尺。

## 特徵
本魚體呈橢圓形且側扁，其深度為其標準長度的1.8至2.3倍，頭部背部輪廓凸出，前鼻孔凸緣較高，略高並指向後方。尾鰭末端略凹入，幾乎呈截形。魚體上半部、背鰭及尾鰭呈亮黃色，下半部則呈白色。而其明顯特徵則是頭部及鰓蓋後方的2條平行黑褐色斜帶，其中一條從喉部通過眼部，另一條則起自魚鰓蓋和胸鰭基部之間而自背部延伸，但未到達背鰭。背鰭硬棘13枚、軟條10枚；臀鰭硬棘7枚、軟條9枚。體長可達30公分。另外各鰭鰭棘上有毒腺，被刺到會引起劇痛，須小心。

## 生態
藍帶藍子魚屬於近岸小型魚類，大型幼魚和成魚成對出現在珊瑚礁和河口的斜坡上。幼魚棲息在紅樹林中，以小群的形式遷移到珊瑚礁，受到珊瑚礁的保護，能忍受混濁的水質，主要以附生在礁石的藻類和底棲生物為食。

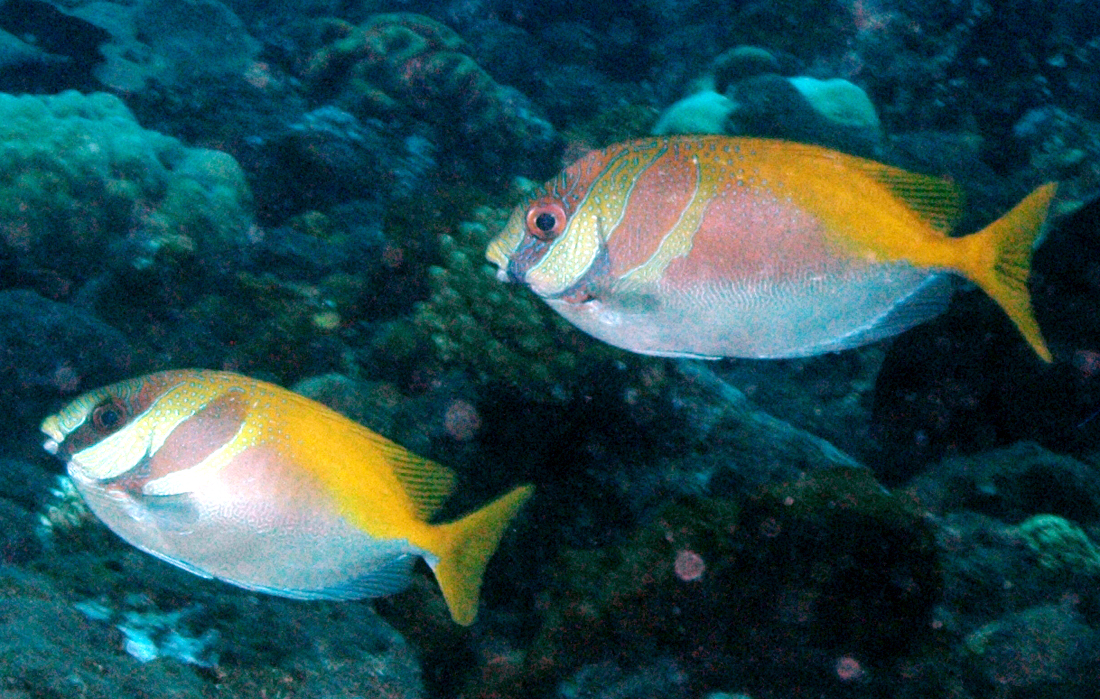
身體上半部有斑點和條紋，背後半部基部呈黃色
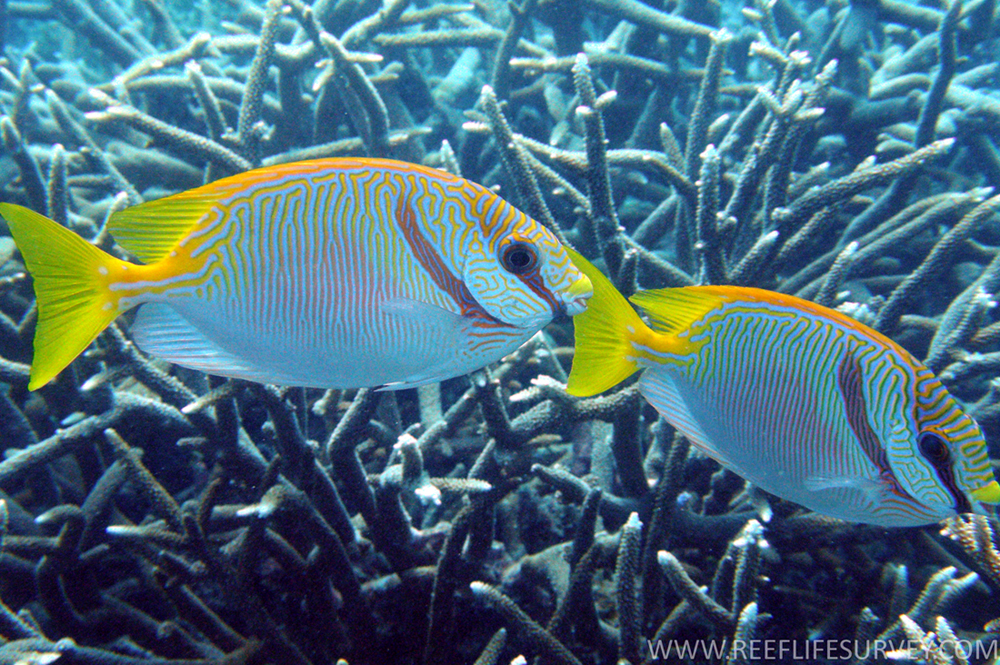
全身有條紋，後部無黃斑

## 經濟利用
肉質鮮美的良好食用魚，適合煮薑絲清湯或鹽燒，也可做為觀賞魚。